# Squilla empusa
Squilla empusa Say, 1818 è una specie di crostaceo marino appartenente alla famiglia degli Squillidae.

## Distribuzione e habitat
Diffusa nella zona centro occidentale dell'Oceano Atlantico,

## Comportamento
Ha una caratteristica molto particolare: riesce a spaccare le conchiglie dei molluschi di cui si ciba con un colpo di chela, mossa alla velocità di 10 m/s.